# Velebit (tvrtka)
Velebit (Velebit OOUR Informatika ili Velebit Informatika) ime je za pionirsku hrvatsku tvrtku u polju računarstva sa sjedištem na adresi Kennedy-ev Trg, 6a Zagreb. Prvi veći posao bilo je ugovaranje zastupništva Apple Computers za Jugoslaviju. Prodaja prvih Apple II računala započelo je 1. lipnja 1982.

## Proizvodi

### Softver
- YU Plan - rad s tablicama (Apple Macintosh)
- YU Base - baza podataka (Apple Macintosh)
- YU MacPaint - grafički program
- YU MacWrite - tekst editor